# Como–Lecco-vasútvonal
A Como–Lecco-vasútvonal  egy 39 km hosszú, normál nyomtávolságú, egyvágányú vasútvonal Olaszországban, Lombardia régióban Como és Lecco között. Tulajdonosa az RFI, kezelője a Trenord.
A Baccarini-törvény alapján épült, és 1888 november 20-án nyílt meg.

## Képek

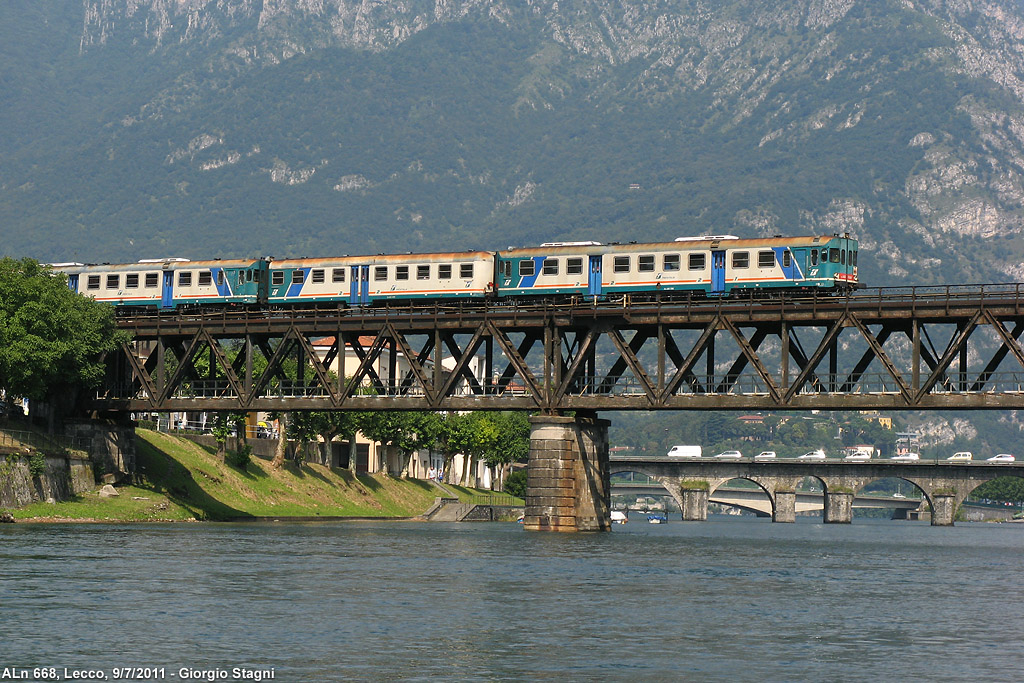
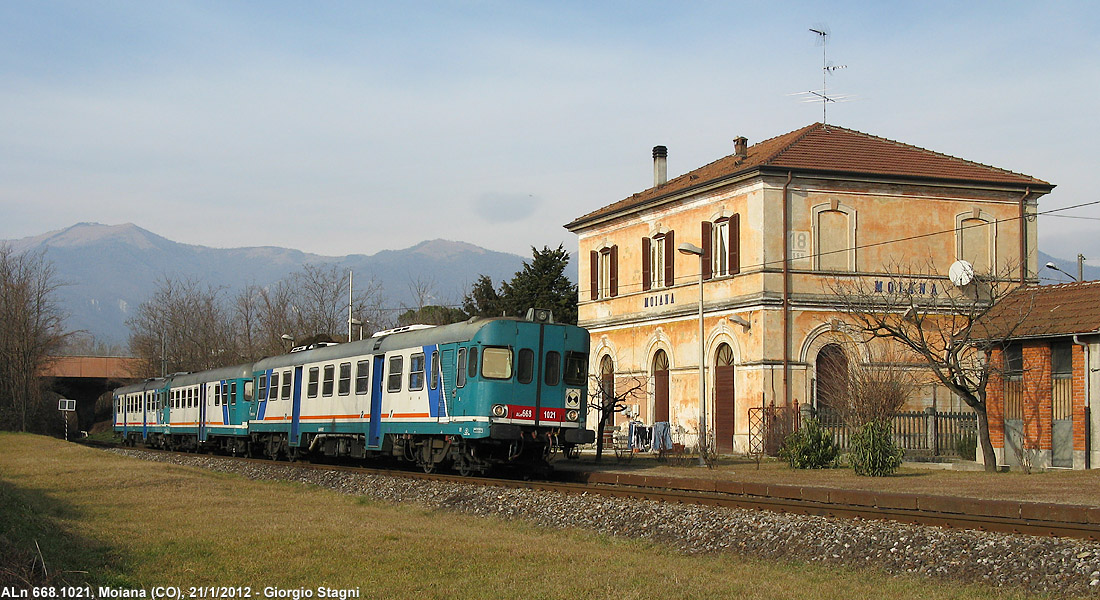
Stazione di Moiana
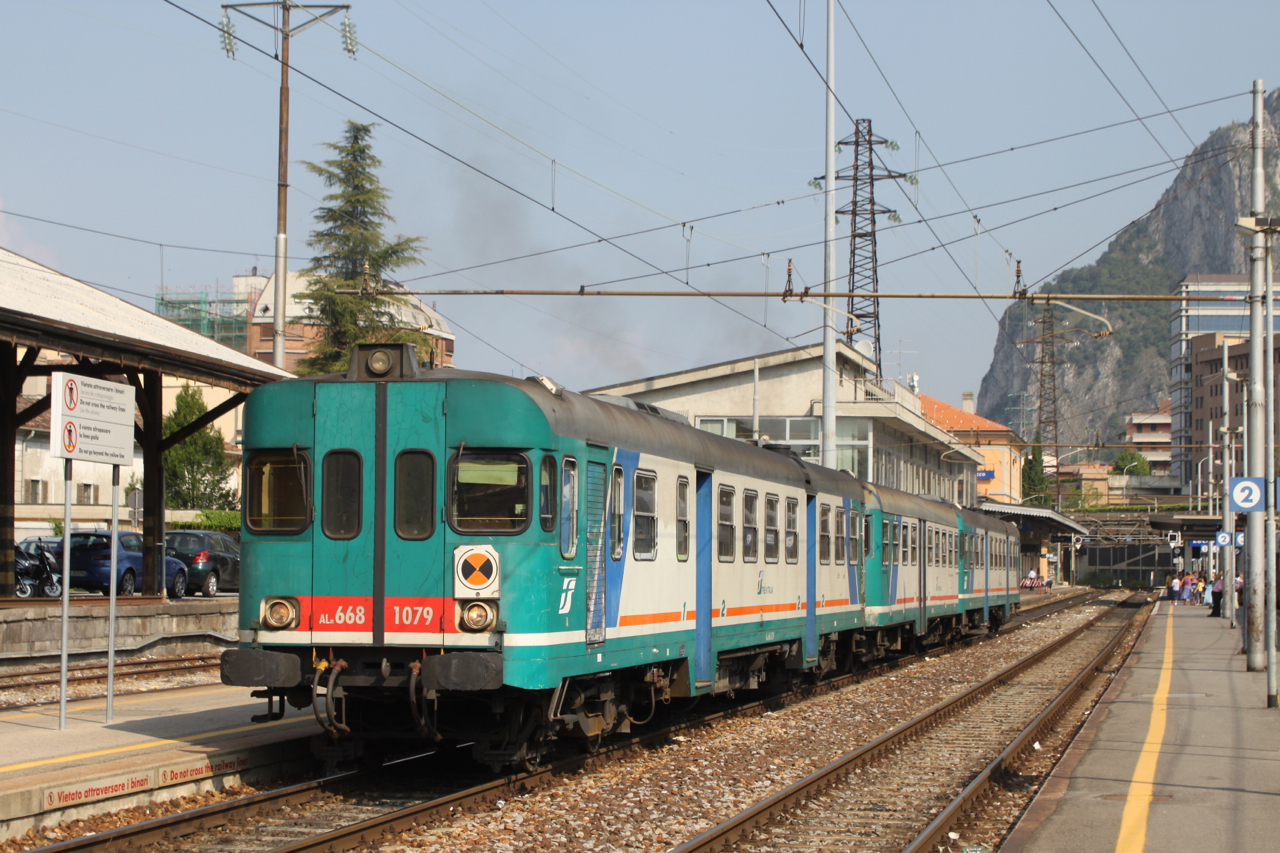
FS ALn 668 sorozat
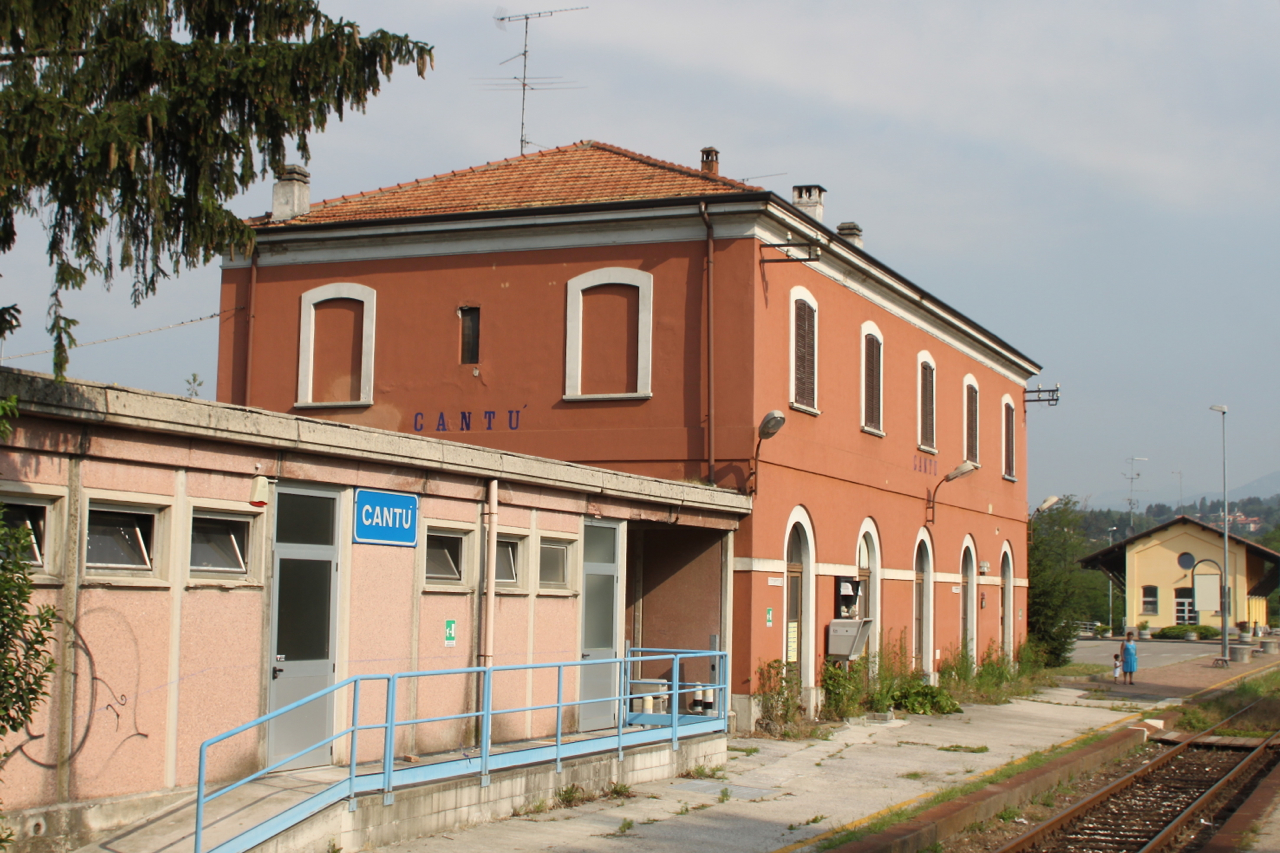
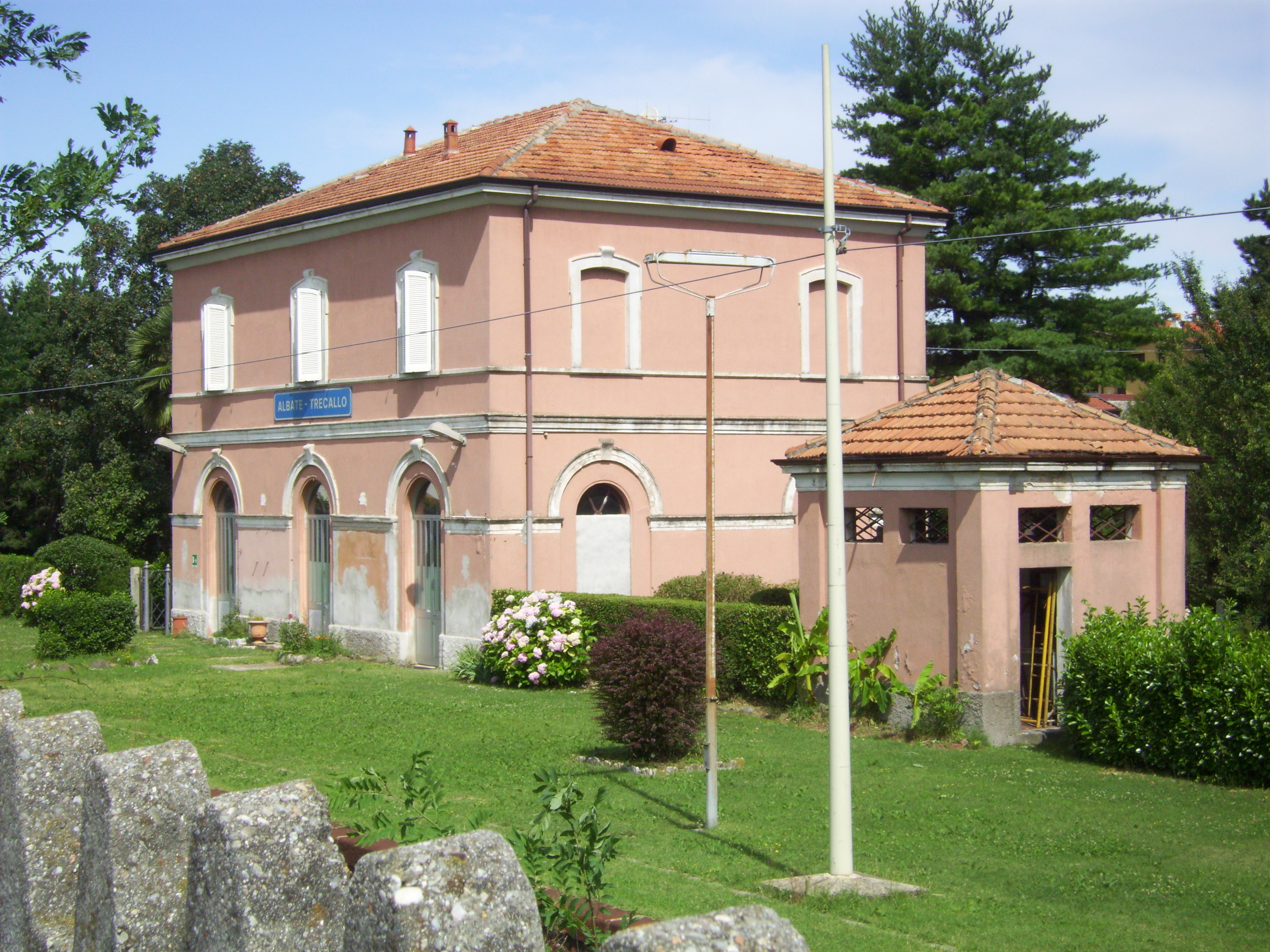
Stazione di Albate-Trecallo